# Pedro Lago
Pedro Lago – piłkarz urugwajski noszący przydomek El Mulero, napastnik.
W 1931 roku grał w argentyńskim klubie River Plate. W 1932 roku razem z River Plate zdobył tytuł mistrza Argentyny.
Razem z klubem CA Peñarol trzy razy z rzędu zdobył mistrzostwo Urugwaju - w 1936, 1937 i 1938.
Jako piłkarz Peñarolu wziął udział w turnieju Copa América 1939, gdzie Urugwaj został wicemistrzem Ameryki Południowej. Lago zagrał we wszystkich czterech meczach - z Ekwadorem (zdobył 2 bramki), Chile (w 80 minucie zastąpił go Roberto Fager), Paragwajem (zdobył bramkę - w 85 minucie zmienił go Roberto Fager) i Peru.
Lago od 16 czerwca 1929 roku do 31 marca 1940 roku rozegrał w reprezentacji Urugwaju 9 meczów i zdobył 5 bramek. Jako jeden z pierwszych piłkarzy w dziejach futbolu potrafił nadawać piłce niebywałą rotację, czym budził przerażenie wśród bramkarzy. Z tego powodu zwano go terror de los goleros.